# Bissingen, Bayern
Bissingen là một xã nằm ở huyện Dillingen, thuộc bang Bayern của Đức.